# Yvonne Picard
Yvonne Picard (1 de agosto de 1920 - 9 de março de 1943) foi uma filósofa francesa e membro da Resistência Francesa durante a Segunda Guerra Mundial. Ela era filha do arqueólogo Charles Picard.